# 電子散乱

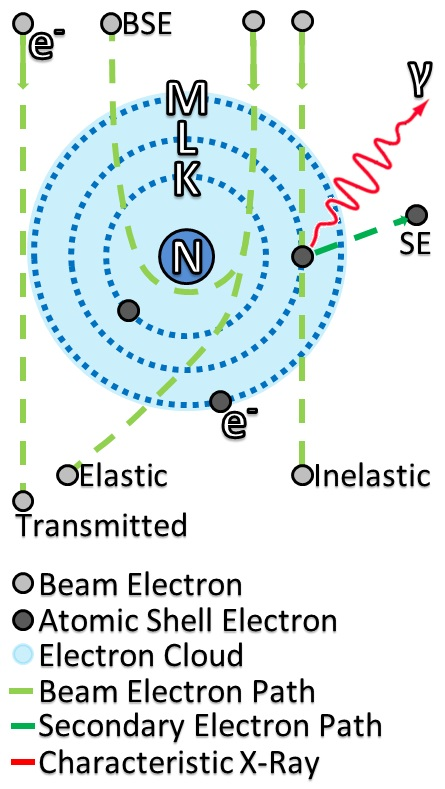
弾性散乱(Elastic)、非弾性散乱(Inelastic)、後方散乱(BSE)、透過(Transmitted)、二次電子(SE)、

電子散乱とは、電子が原子・原子核・素粒子などにより運動のエネルギーや方向を変えられること。

## 散乱後の電子の分類

### エネルギーによる分類
- 弾性散乱電子
- 非弾性散乱電子：以下の過程により電子エネルギー損失が起こる。
  - プラズモン共鳴
  - バンド間遷移
  - 内殻電子遷移

### 散乱方向による分類
- 後方散乱電子（BSE）
- 透過電子

## 応用
電子の散乱角の分布を調べることで、原子や原子核の多極子モーメントを知ることができる。
標的が原子や分子のときは、クーロン力により電子散乱がおきる。クーロン力は長距離でもはたらくので前方散乱が大きく寄与する。